# Philippine Arena
Die Philippine Arena ist eine Mehrzweckhalle in Ciudad de Victoria der christlichen Kirche Iglesia ni Cristo (INC) in Bocaue in der philippinischen Provinz Bulacan. Der von Populous entworfene Bau in Form eines griechischen Amphitheaters ist die größte Veranstaltungshalle auf den Philippinen mit einer maximalen Kapazität von 55.000 Zuschauern und misst maximal in der Länge 243 Meter bei einer Breite von 193 Metern. Sie wurde hauptsächlich für religiöse Veranstaltungen errichtet. Es ist aber auch das größte gemischt genutzte Theater der Welt, in dem auch Konzerte, Sport und weitere Veranstaltungen stattfinden. Die Arena ist das Kernstück der Hundertjahrfeier der Iglesia ni Cristo am 27. Juli 2014.
Die Arena war einer der fünf Spielorte der Basketball-Weltmeisterschaft 2023 auf den Philippinen, in Indonesien und Japan.
In der Nähe der Philippine Arena liegt das Philippine Sports Stadium.

## Galerie

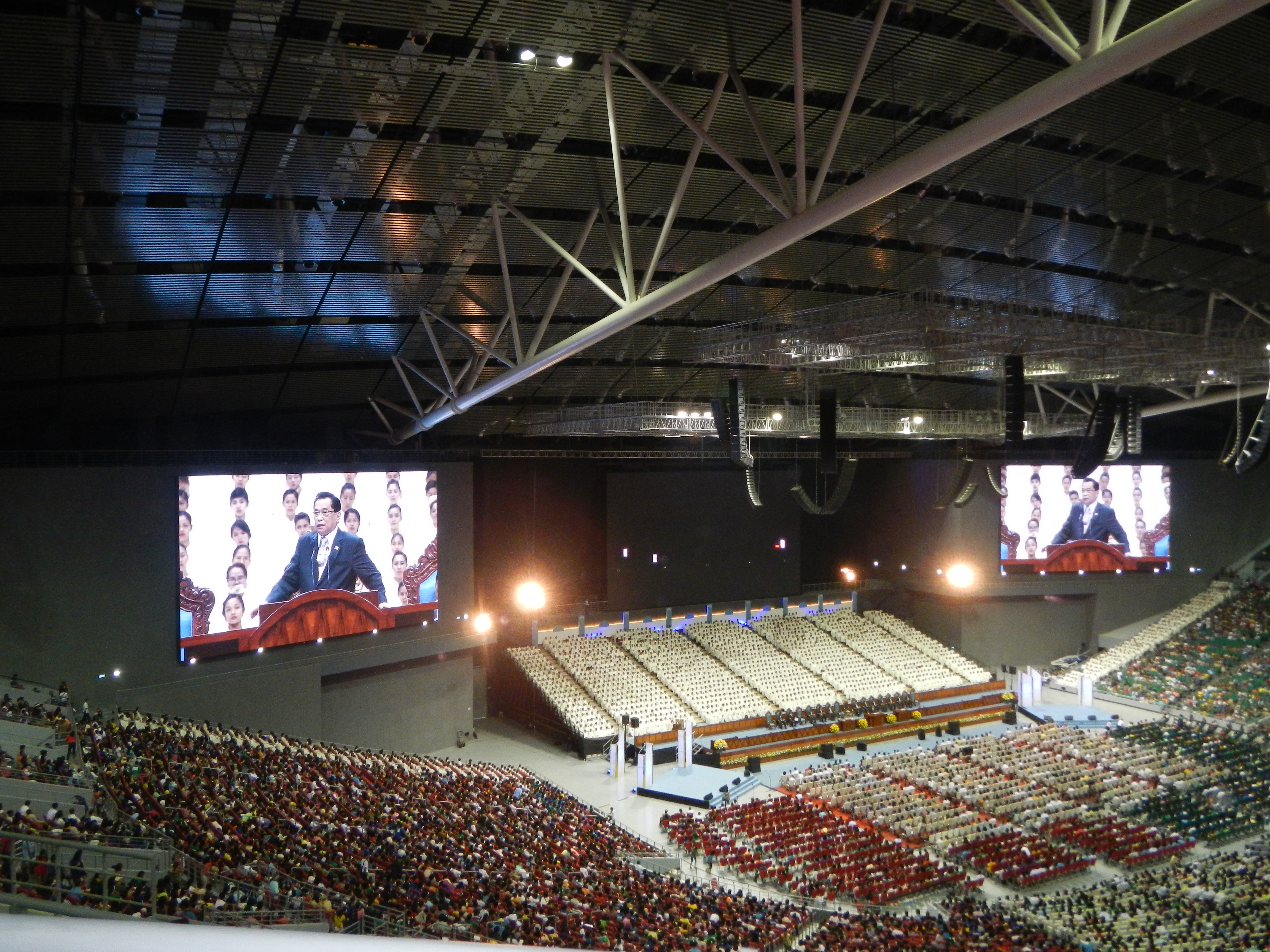
Der Innenraum
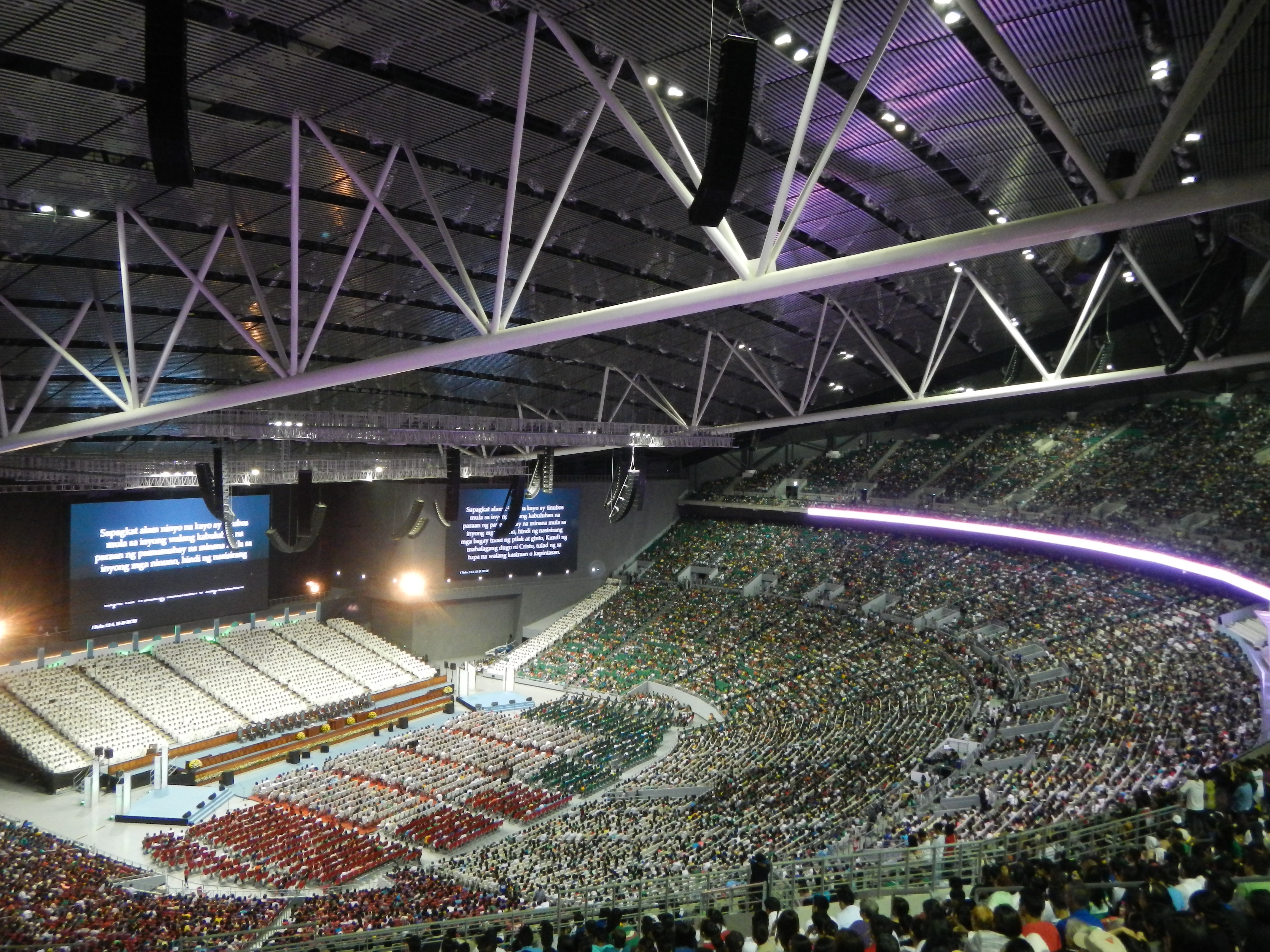
Die Tribünen sind wie in einem griechischen Amphitheater auf die zentrale Bühne gerichtet.
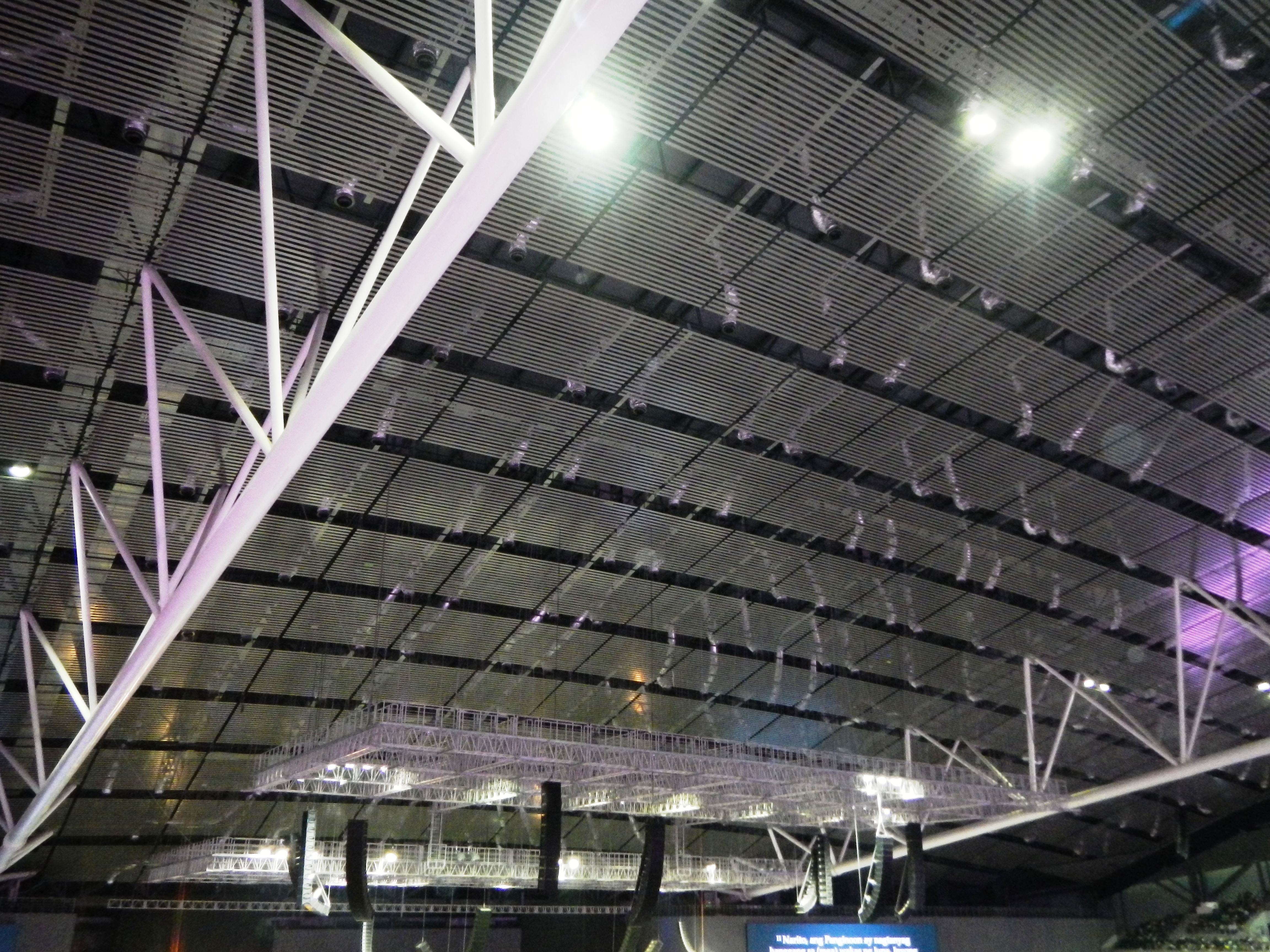
Die Dachkonstruktion